# 石丸静雄
石丸 静雄（いしまる しずお、1912年2月16日 - 1988年5月14日）は、日本のドイツ文学者、宇都宮大学名誉教授。
佐賀県神埼郡神埼町生まれ。1937年東京帝国大学独文科卒。1952年宇都宮大学教授、1975年定年退官、名誉教授。1988年、胃癌のため死去。
ドイツ・ロマン派を専門とした。

## 著書
- 予感と現在 詩人アイヒェンドルフの生涯　郁文堂、1973
- リルケ　彌生書房、1978. 選書判
- 愛の孤独について 沖積舎「ちゅうせき叢書」、1985

### 翻訳
- ちびのツアヘス物語　ホフマン 東西文庫、1948
- カロー風の幻想曲　ホフマン 弘文堂、1949.世界文庫
- 沼の家の娘　ラーゲルレーヴ作品集 第7巻 新月社、1949
- ホフマン物語　ホフマン 新潮文庫、1952、新装復刊1994
- ドクトル・ビュルゲルの運命 他一篇　ハンス・カロッサ 角川文庫 1953
- 雲に乗った家 アンドレス　世界少年少女文学全集 39(ドイツ編 5).創元社、1955
- 乙女のふるさと　ラーゲルレーヴ 三笠書房、1956.若草文庫 ポケットサイズ
- 牡猫ムルの人生観 ホフマン 角川文庫 上下、1958 新装復刊1989
- 早春　コンラード・ベステ　秋元書房 1958
- ニールスのふしぎな旅　ラーゲルレーフ 角川文庫 1958
- 野菊をつみて　ベルテ・ブラット 秋元書房、1959
- 幻の馬車　ラーゲルレーフ 角川文庫、1959 新装復刊1990
- 十七才　ベルテ・ブラット 秋元書房、1960
- ハウフ童話集　少年少女世界文学全集 18(ドイツ編 1)講談社　1960
- 世界文学をどう読むか ヘルマン・ヘッセ　世界教養全集 第13 平凡社、1961 新版1975　のち角川文庫
- ヴェロニカ テオドール・シュトルム　ドイツ短篇名作集　井上正蔵編 学生社、1961
- バンビ　ザルテン  世界の名作図書館 講談社　1967
- 春の嵐　ヘッセ 旺文社文庫 1967
- 愛の一家 サッペル 少年少女世界の文学 21.河出書房、1968
- ヘッセ詩集　世界の名詩 第19巻.講談社、1968
- シュトルム詩集　旺文社文庫 1969.
- アンネは美しく　B.ブラット 偕成社、少女ロマン・ブックス、1970
- 知と愛　ヘッセ 旺文社文庫 1975.
- 愛の四季 アイヒェンドルフ詩集 彌生書房、1976
- ホフマン物語　E.T.A.ホフマン 青銅社　1978.4.ドイツ・ロマン派叢書
- みずうみ・三色すみれ シュトルム 旺文社文庫 1980
- 二つのプラハ物語　リルケ 彌生書房、1980.11
- 人生に沿って　リルケ 文泉、1982.10
- 愛と死の歌 リルケ詩集 沖積舎、1984.5

## 参考
- 石丸静雄教授略歴,研究業績 「外国文学」1975-02